# Костянтинівський повіт
Костянти́нівський повіт (рос. дореф. Константиновскій уѣздъ, пол. Powiat Konstantynowski) — історична адміністративно-територіальна одиниця Седлецької (1867—1812) і Холмської (1912—1918) губерній Російської імперії та Української Держави (1918) і Люблінського воєводства (1919—1932) Другої Речі Посполитої. Утворений у 1867 році. Повітовий центр — селище Янів Підляський.

## Волості

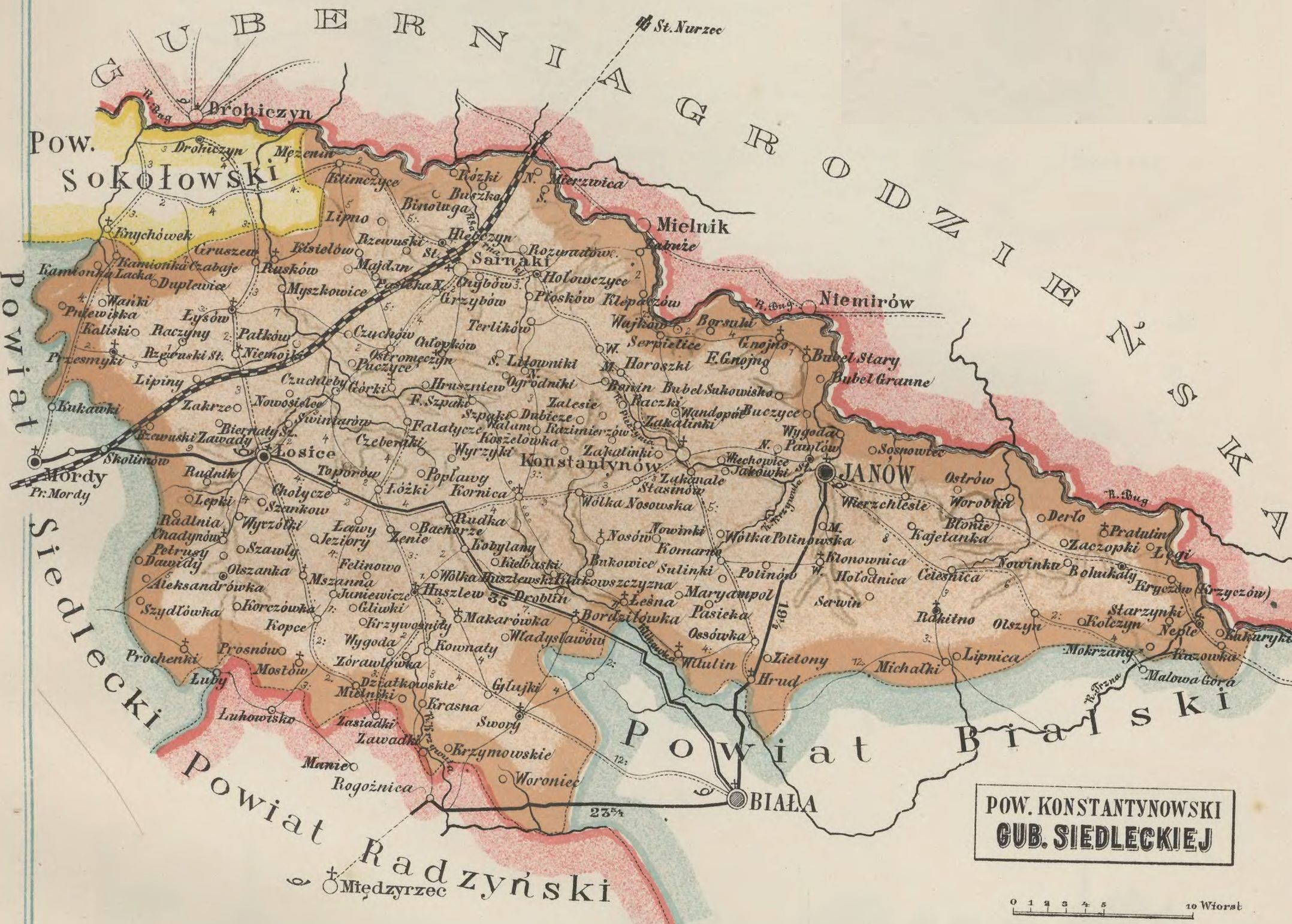
Костянтинівський повіт, 1907 рік

У 1911 р. повіт поділявся на 16 волостей:
- Богукали з адміністративним центром у с. Богукали,
- Витулин — с. Витулин,
- Вільшанка — с. Вільшанка,
- Головчиці — с. Горошки,
- Гушлів — с. Гушлів,
- Заканалля — с. Заканалля,
- Корниця — с. Корниця,
- Лосиці — с. Лосиці,
- Лисів — с. Лисів,
- Павлів — с. Павлів,
- Пересмики — с. Пересмики,
- Рокитно — с. Рокитно,
- Свори — с. Свори,
- Хлібчин — с. Сарнаки,
- Чухліби — с. Свинярів,
- Янів — с. Янів.

Ухвалою другої Думи від 9 травня 1912 (закон 23 червня 1912) населена українцями більша частина Костянтинівського повіту передана з Седлецької губернії до новоутвореної Холмської: містечко Янів Підляський і волості Богукали, Витулин, Вільшанка, Головчиці, Гушлів, Заканалля, Корниця, Лосиці, Павлів, Рокитно, Свори і Чухліби (не ввійшли тільки волості Лисів, Пересмики і Хлібчин).

## Розташування
Повіт розташовувався на сході Сідлецької губернії. Межував на півдні з Радинським і Більським повітом, на заході — з Сідлецьким, на півночі — з Соколівським повітом, а на сході — з Берестейським і Більським повітами Гродненської губернії. Площа повіту становила 1263,0 версти.

## Населення
За даними етнографічної експедиції 1869—1870 років під керівництвом Павла Чубинського, у повіті проживав 26 541 українськомовний греко-католик.
У 1879 р. в повіті проживало 53 590 особи, з них: 29 912 українців (55,8 %), 16 951 поляк (31,6 %), 6 057 євреїв (11,3 %), 83 росіянина і 587 чужоземців.
За переписом населення Російської імперії 1897 року в повіті проживало 61 333 осіб (30 178 чоловіків і 31 155 жінок). Найбільше поселення — посад Янів (3861 особа). Розподіл населення за мовою згідно з переписом 1897 року:
| Мова       | Осіб   | Відсоток |
| ---------- | ------ | -------- |
| польська   | 32 776 | 53,44 %  |
| українська | 18 733 | 30,54 %  |
| єврейська  | 8 179  | 13,34 %  |
| російська  | 1 568  | 2,56 %   |
| інші       | 77     | 0,13 %   |
| Разом      | 61 333 | 100 %    |

Внаслідок указу російського імператора Миколи II від 17 квітня 1905 року, який проголошував релігійну терпимість та дозволив змінювати конфесію, у 1905—1906 роках у повіті 21 910 осіб перейшли з православ'я у римо-католицтво. У 1906/1907 роках у повіті налічувалося 6346 православних і 64 520 римо-католиків.

## Інфраструктура
У 1906/1907 роках у повіті діяло 23 православних церков і 9 римо-католицьких костелів.

## Польський період
14 серпня 1919 р. повіт включений до новоутвореного Люблінського воєводства.
За офіційним переписом населення Польщі 10 вересня 1921 року населення Костянтинівського повіту становило 65 055 осіб (31 238 чоловіків та 33 817 жінок), налічувалося 8840 будинків. Розподіл за релігією: 53 667 римо-католиків (82,49 %), 7241 юдеїв (11,13 %), 4012 православних (6,17 %), 124 греко-католиків (0,19 %), 10 євангельських християн, 1 нерелігійний. Розподіл за національністю: 57 309 поляків (88,09 %), 5870 євреїв (9,02 %), 1493 українців (2,29 %), 383 осіб інших національностей (0,59 %).
1 квітня 1923 р. ґміну Свори вилучено з Костянтинівського повіту і включено до Більського.
1 липня 1923 р. ґміну Пшесмикі вилучено з Костянтинівського повіту і включено до Седлецького.
1 квітня 1932 р. повіт ліквідований і ґміни Ґуркі, Гушлєв, Корніца, Лисув, Ольшанка, Сарнакі, Сьвінярув і Лосиці включені до Седлецького повіту, а ґміни Богукали, Головчиці, Павлув, Рокітно, Вітулін, Заканалє і Янув Подляскі — до Більського повіту.